# 妮内特·德瓦卢瓦
妮内特·德瓦卢瓦爵士 OM CH DBE（Dame Ninette de Valois，1898年6月6日—2001年3月8日）是一名爱尔兰裔英国古典芭蕾演员、教师、编舞和导演，她曾是俄罗斯芭蕾舞团成员，后来自己创办了皇家芭蕾舞团、伯明翰皇家芭蕾舞团和皇家芭蕾学校。

## 生平
她出生于英国治下爱尔兰布莱辛顿的一个乡绅家庭，父亲托马斯·斯坦努斯（Thomas Stannus）是一名陆军中校。她13岁开始学习舞蹈，1923年加入俄罗斯芭蕾舞团，随着舞团在欧洲巡演。1927年，她离开俄罗斯芭蕾舞团，到伦敦的一家女子舞蹈学校学习。同年5月，她前往都柏林，在叶芝的建议下为阿比剧院组建芭蕾学校（Abbey Theatre School of Ballet）。1933年，她停止表演，开始专心教学、编舞，1956年她在伦敦的芭蕾舞团获得皇家宪章，成为皇家芭蕾舞团。